# Frans Naerebout

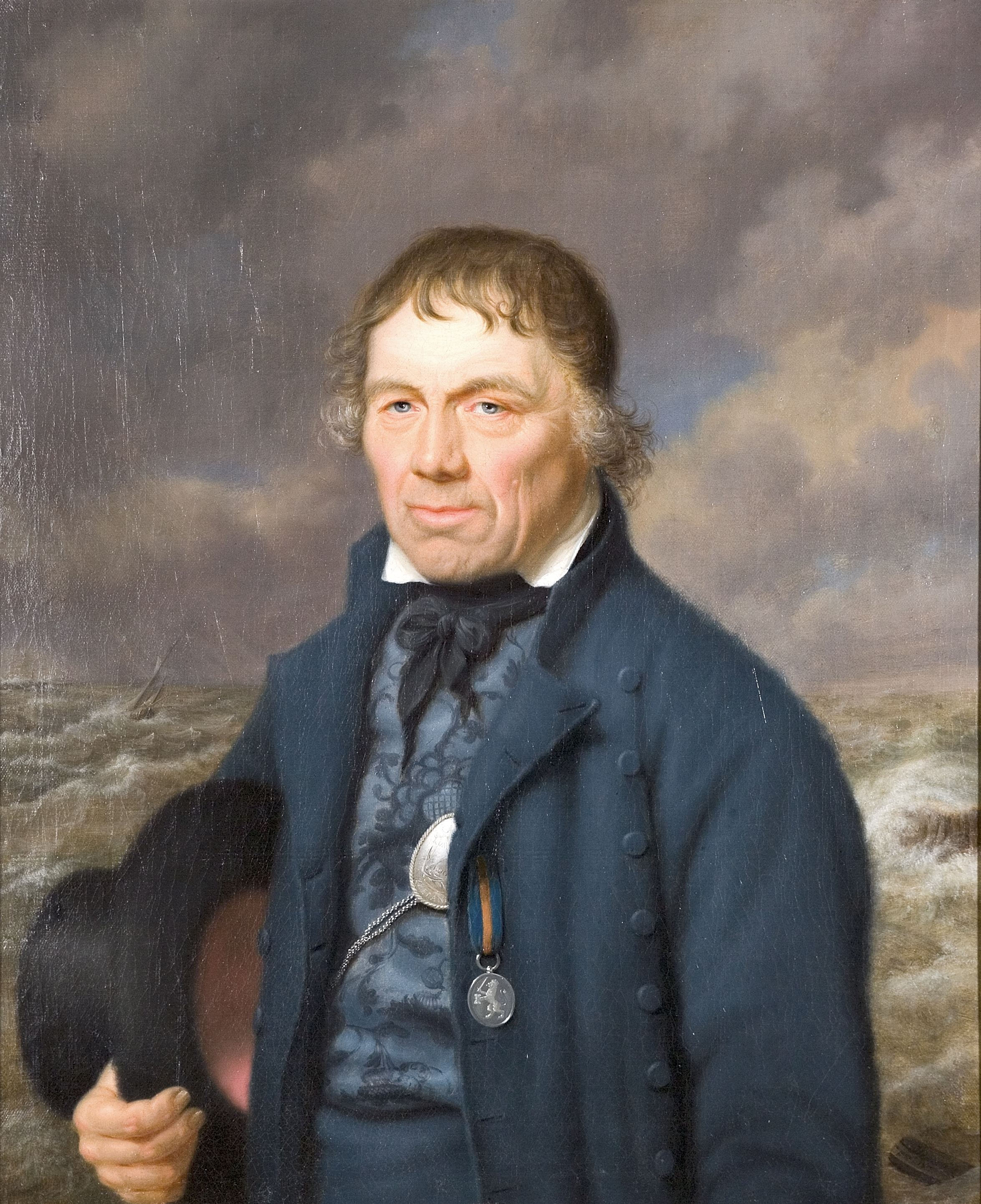
Frans Narebout door J.P. Bourjé. Afbeelding & collectie: Zeeuws maritiem muZEEum, bruikleen: Zeeuwsch Genootschap.

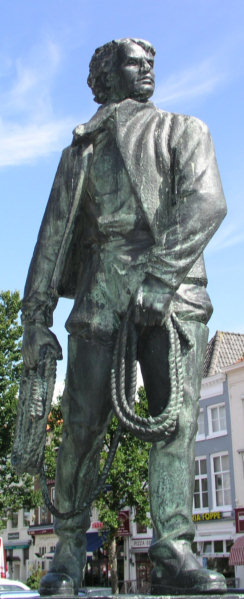
Standbeeld van Naerebout op het Bellamypark te Vlissingen

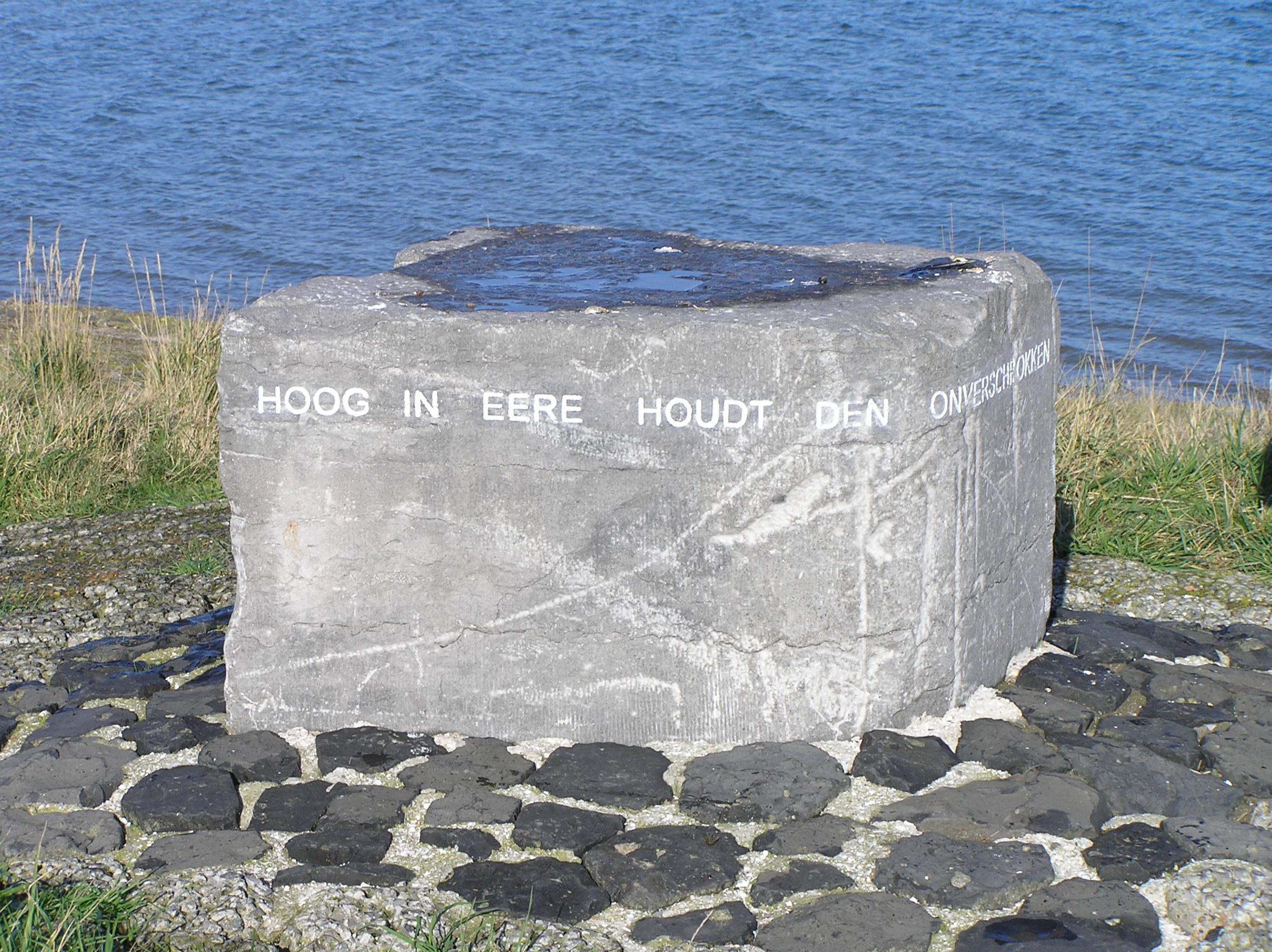
Monument voor Naerebout bij Goese Sas

Frans Naerebout (Veere, 30 augustus 1748 – Goes, 29 augustus 1818) was een vermaarde Nederlandse loods en mensenredder.

## Woestduyn
Naerebout werd geboren in een arm vissersgezin en voer als visser en loods voor de Zeeuwse kust. Hij verwierf faam toen op 24 en 25 juli 1779 het fregatschip Woestduyn, komende van Batavia, de rede van Vlissingen naderde onder leiding van een onervaren loods. Het schip liep op een zandbank. Toen een reddingsvaartuig van de VOC gezien de stormachtige weersomstandigheden weigerde uit te varen, voer Naerebout tezamen met zijn broer Jacob en zes andere dappere Vlissingers naar de Woestduyn. Met gevaar voor eigen leven wisten ze 71 van de ruim honderd opvarenden van het schip te redden, tot het opkomend tij hen noodzaakte terug te keren. De harde wind wakkerde aan tot een storm en Naerebout had grote moeite zijn makkers te bewegen tot een tweede tocht. Toch voer men in de namiddag weer uit en wist ook de overgebleven zestien opvarenden veilig aan wal te krijgen.

## Andere heldendaden
In 1781 kreeg Naerebout een aanstelling van het rijk om loodsdiensten te verrichten. In 1783 kwam hij in dienst van de "Oostindischen Maatschappij ter Kamer Zeeland". In 1788 wist hij het voor de kust van Westkapelle in moeilijkheden verkerende schip Zuiderburg te bereiken en naar Plymouth te loodsen. In 1795 bracht hij in een soortgelijk geval de Voorland buitengaats, maar moest tot Kaap de Goede Hoop meevaren. In 1804 was hij een van de loodsen die de vloot onder leiding van Carel Hendrik Ver Huell van Texel naar Boulogne wist te brengen.

## Einde
Vanaf 1804 ging het slecht met Naerebout. De economie was ingestort en hij kreeg geen inkomen meer uit zijn reguliere werkzaamheden. Met ingang van 1 maart 1807 werd hij echter benoemd tot lichtwachter van een nieuwe vuurbaak in de Oost-Bevelandpolder, ten noorden van Goes. Later werd hij ook nog haven- en sasmeester van het Goese Sas bij Wilhelminadorp. Vanaf 1814 ging het weer minder goed met hem, en kreeg hij van diverse kanten financiële ondersteuning, onder andere van het Zeeuwsch Genootschap. Op 31 oktober 1816 werd hij benoemd tot Broeder in de Orde van de Nederlandse Leeuw, hetgeen hem ook weer een toelage opleverde.
Naerebout werd op 3 september 1818 begraven in de Grote of Maria Magdalena Kerk in Goes. De begrafenis werd verzorgd door het Goese departement van de Maatschappij tot Nut van 't Algemeen en ging met veel eerbetoon gepaard.

## Nagedachtenis
In de Grote of Maria Magdalenakerk in Goes herinneren twee stenen aan Naerebout. Aan de noordzijde van de preekkerk ligt het graf met de grafsteen, waarop de tekst "Hier rust Frans Naerebout" en het koperen plaatje van de doodskist waarop staat "Frans Naerebout, overleden den 29 augustus 1818, oud 70 jaren". Aan de zuidzijde van de preekkerk is later nog een gedenksteen opgericht door het Goese departement van de Maatschappij tot Nut van 't Algemeen.
Op 9 augustus 1919 werd op de hoek van Boulevard Bankert en de Coosje Buskenstraat in Vlissingen een zandstenen standbeeld voor hem onthuld, vervaardigd door A.G. van Lom. In november 1944 werd het bij oorlogshandelingen zwaar beschadigd. Op 5 juli 1952 werd op het Bellamypark in Vlissingen een nieuw standbeeld onthuld (afgebeeld), vervaardigd door Philip ten Klooster. Op de sokkel staat: "Frans Naerebout 1748-1818 / Moedig redder van schipbreukelingen  / onverschrokken loods / Woestduyn 1779 / Zuiderburg 1788 / Voorland 1795". Dit beeld werd onthuld door de toenmalig jongste afstammeling Frans J. Naerebout. Omdat het beeld regelmatig moest wijken voor evenementen liet de gemeente het beeld verplaatsen naar een rustiger locatie. Nadat het op 3 mei 2007 voor de laatste keer werd opgetakeld om plaats te maken voor het Vlissingse Bevrijdingsfestival, werd het op 25 juni 2007 herplaatst op het bolwerk De Leugenaar aan Boulevard De Ruyter. In Vlissingen is er verder een school vernoemd naar Frans Naerebout.
Op 29 augustus 2005 is aan het Goese Sas, vlak bij de plaats waar Naerebout jarenlang lichtwachter was, een nieuw monument onthuld. Het is een ronde steen waarin staat gegraveerd: "Dat immer hoog in eere houdt den onverschrokken Naerebout", een citaat uit het Zeeuws volkslied.